# Shadows of the Empire
Shadows Of The Empire is een boek van het Star Warsuniversum. Het speelt zich af tussen de films The Empire Strikes Back en Return of the Jedi. Het boek maakt deel uit van het multimediaproject Star Wars: Shadows of the Empire.
In 1997 schreef Steve Perry dit boek. Hoewel dit een van de populairste Star Warsboeken is, is het nooit naar het Nederlands vertaald. Eerder (in 1996) is het verhaal in stripvorm verschenen. Deze is wel naar het Nederlands vertaald. Hoofdpersoon van het boek is Dash Rendar.

## Inhoud
Het boek introduceert het personage Prins Xizor, een krijgsheer en leider van een van de grootste criminele organisaties in het Galactische Keizerrijk. Zijn doel is om Darth Vader te vervangen als Emperor Palpatine's rechterhand. Ondertussen is Han Solo nog altijd ingevroren, en wordt door de premiejager Boba Fett naar Jabba de Hutt gebracht. Prinses Leia gaat in het geheim op zoek naar Boba Fett.
Andere thema's in het boek zijn de constructie van Luke Skywalker's nieuwe lichtzwaard en Darth Vader's zoektocht naar zijn zoon. Han Solo's rol in het verhaal wordt overgenomen door een soortgelijk personage genaamd Dash Rendar.